# Dryopteris meghalaica
Dryopteris meghalaica är en träjonväxtart som beskrevs av Fraser-jenkins och Gibby. Dryopteris meghalaica ingår i släktet Dryopteris och familjen Dryopteridaceae. Inga underarter finns listade.